# Вільча-Вулька (Мазовецьке воєводство)
Вільча-Вулька (пол. Wilcza Wólka) — село в Польщі, у гміні Пражмув Пясечинського повіту Мазовецького воєводства.
Населення — 138 осіб (2011).
У 1975-1998 роках село належало до Варшавського воєводства.

## Демографія
Демографічна структура станом на 31 березня 2011 року:
|          | Загалом | Допрацездатний вік | Працездатний вік | Постпрацездатний вік |
| -------- | ------- | ------------------ | ---------------- | -------------------- |
| Чоловіки | 72      | 9                  | 52               | 11                   |
| Жінки    | 66      | 11                 | 38               | 17                   |
| Разом    | 138     | 20                 | 90               | 28                   |